# Понятовский, Юзеф
Князь Ю́зеф Анто́ний Понято́вский (пол. Józef Antoni Poniatowski [ˈjuzɛf anˈtɔɲi pɔɲaˈtɔfskʲi]; 7 мая 1763, Вена — 19 октября 1813, Вайсе-Эльстер под Лейпцигом) — польский и французский военачальник, военный министр герцогства Варшавского (1807) и главнокомандующий польской армией. Маршал Франции.
Происходил из рода Понятовских. Племянник последнего монарха Речи Посполитой Станислава Августа Понятовского.

## Биография

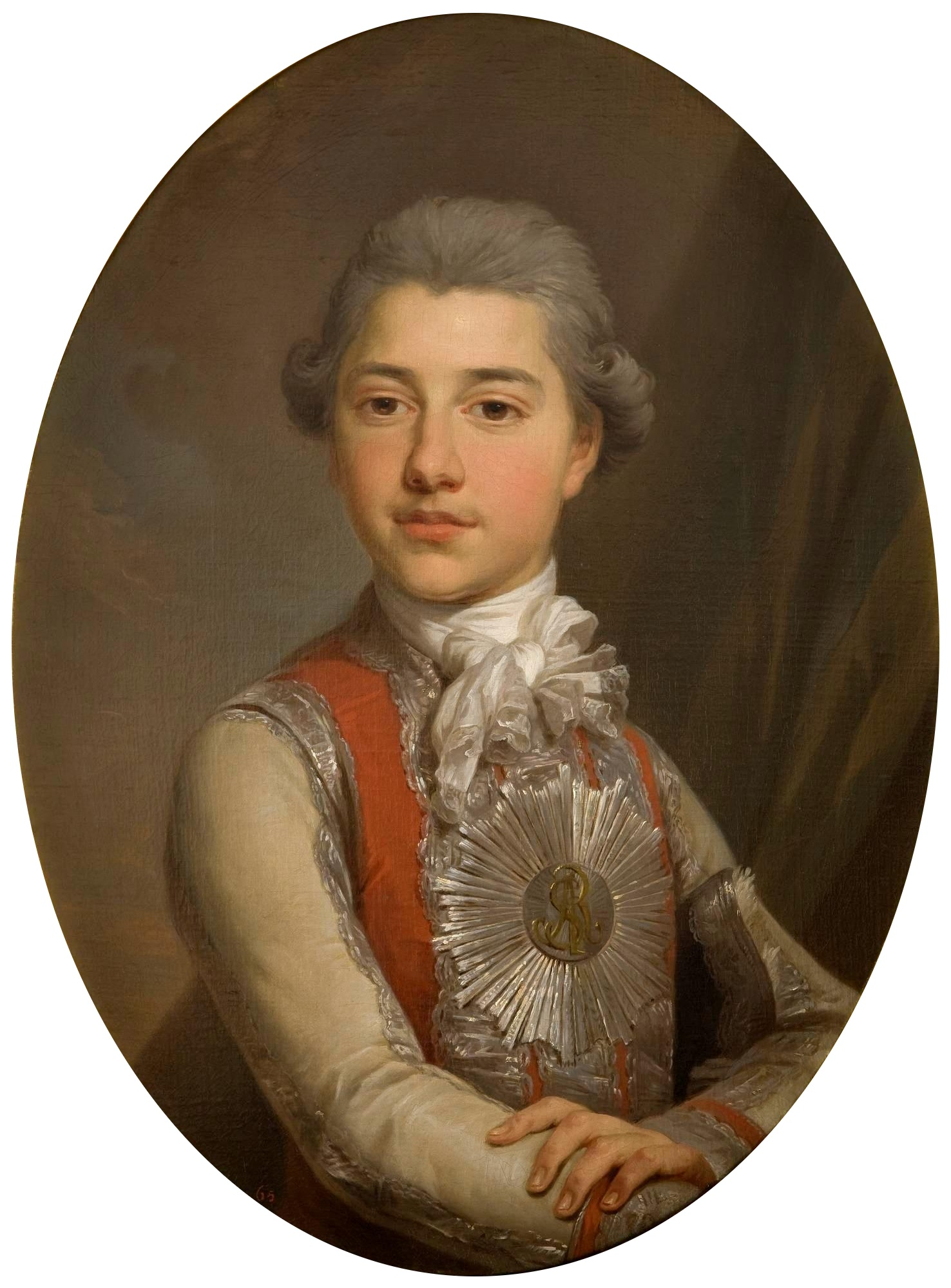
Юзеф Понятовский в 15 лет. Работа Марчелло Баччарелли

Сын австрийского фельдмаршала князя Анджея Понятовского (1734—1773) и графини Марии-Терезы Кинской (1736—1806). Первоначально служил в австрийской армии. С 1789 года занимался организацией польской армии, а во время русско-польской войны 1792 года был командующим корпусом польской армии, действовавшем на Украине. Отличился в битве под Зеленцами — первом победоносном сражении польской армии со времён Яна Собеского. Победа дала повод для учреждения ордена Virtuti Militari. Первыми награждёнными были Юзеф Понятовский и Тадеуш Костюшко.
После поражения Речи Посполитой в войне с Россией Юзеф Понятовский эмигрировал, затем возвратился снова на родину и служил под начальством Костюшко во время восстания 1794 года. После подавления восстания оставался некоторое время в Варшаве. Его имения были конфискованы. Отказавшись принять место в российской армии, получил предписание оставить Речь Посполитую и выехал в Вену.
Павел I вернул имения Понятовскому и пытался привлечь его на русскую службу. В 1798 году Понятовский приезжал в Санкт-Петербург на похороны дяди и остался на несколько месяцев для улаживания имущественных и наследственных дел. Из Петербурга уехал в Варшаву, к тому времени занятую Пруссией.
Осенью 1806 года, когда прусские войска готовились оставить Варшаву, Понятовский принял предложение короля Фридриха Вильгельма III возглавить городскую милицию.
С приходом войск Мюрата, после переговоров с ним, Понятовский перешёл на службу Наполеону. В 1807 году участвовал в организации временного правительства и стал военным министром великого герцогства Варшавского.
В 1809 году Юзеф Понятовский одержал победу над австрийскими войсками, вторгнувшимися в герцогство Варшавское.
Участвовал в походе Наполеона на Россию в 1812 году, командуя 5-м корпусом, состоящим, в основном, из поляков.
В 1813 году отличился в битве при Лейпциге и, единственный из иностранцев на службе императора, получил звание маршала Франции.

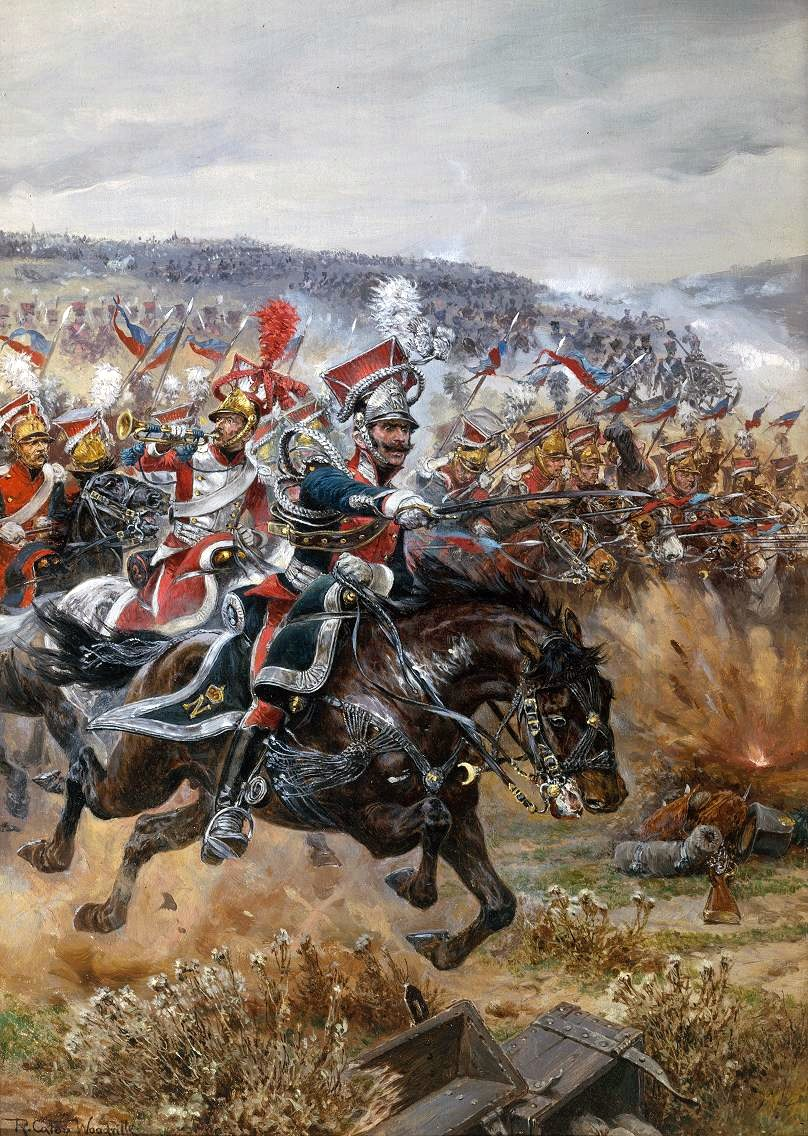
Ричард Кейтон Вудвиль. «Последняя атака Понятовского при Лейпциге», 1912

Однако через 3 дня, прикрывая отступление французской армии от Лейпцига, был ранен и утонул в реке Вайсе-Эльстер при попытке пересечь ее вплавь верхом на коне. Его прах, изначально захороненный на лейпцигском кладбище св. Иоанна, в 1814 году был перенесён в Варшаву, а в 1819 — в Вавель.
На острове Святой Елены Наполеон говорил, что считал Понятовского рождённым для трона: «Настоящим королём Польши был Понятовский, он обладал для этого всеми титулами и всеми талантами… Это был благородный и храбрый человек, человек чести. Если бы мне удалась русская кампания, я сделал бы его королём поляков».

## Семья
Князь Юзеф никогда не был женат; имел двух сыновей от двух внебрачных партнёрш: 
- Юзеф Щенсны Хмельницкий (1791—1860) от певицы Зелии Ситанской, записан под фамилией приёмного отца, служил в австрийской армии, умер неженатым.
- Кароль Юзеф Маурици Понятовский (1809—1855) от замужней Зофии Чосновской, по происхождению графини Потоцкой. При рождении имел фамилию Понитыцкий, однако затем был усыновлён родственницей, которая дала ему фамилию Понятовский (как у его биологического отца). Служил во французской армии, был женат на англичанке, имел сына (умер бездетным) и дочь (многодетное потомство).

## Награды

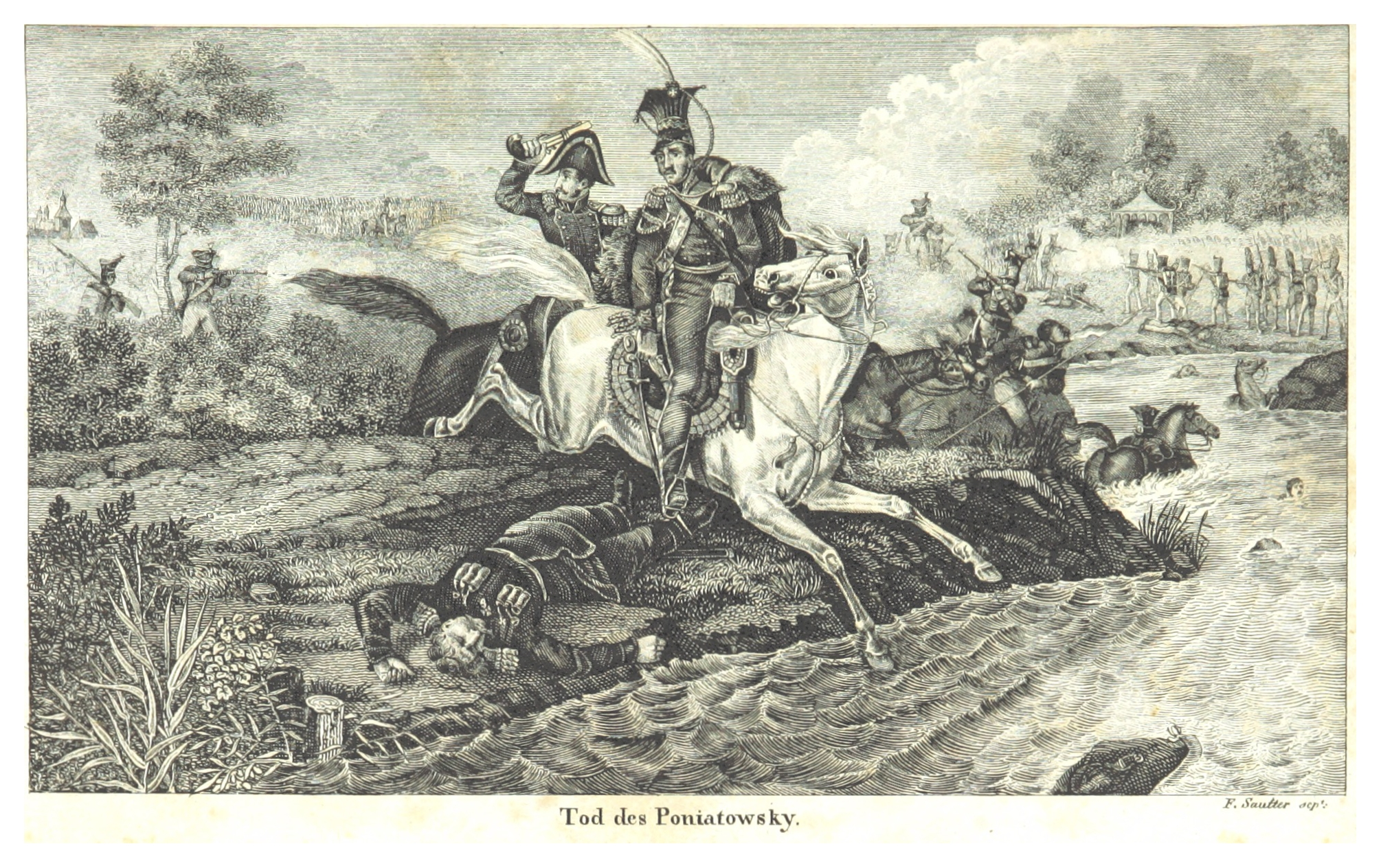
Гибель Понятовского. Гравюра.

- Орден Белого орла (1787)
- Орден Святого Станислава (1786)
- Орден Virtuti Militari, командор (1792)
- Большой крест Чести и Преданности (Мальтийский орден, 1798)
- Орден Чёрного орла (Пруссия, 13.03.1802)
- Орден Красного орла (Пруссия, 13.03.1802)
- Орден Почётного легиона, командор (Франция, 1807)
- Орден Почётного легиона, великий офицер (Франция, 1809)
- Орден Почётного легиона, большой орёл (Франция, 1809)
- Орден Virtuti Militari, большой крест (25.02.1809)
- Королевский орден Обеих Сицилий, большой крест (Неаполитанское королевство, 1809)
- Орден Святого Стефана (Великое герцогство Тосканское)
- Орден Святого Александра Невского (Российская империя)
- Орден Воссоединения (Франция)

## Память
- Портрет Понятовского изображён на лицевой стороне банкноты номиналом 100 злотых.
- Мемориальный камень на месте его гибели в Лейпциге.
- В Варшаве установлен памятник Понятовскому (скульптор Бертель Торвальдсен).
- Среди скульптурных изображений, украшающих фасад Лувра, находится статуя Понятовского.
- В фильме Александра Герца «Бог войны» (Польша, 1914) роль Понятовского играет Бронислав Орановский
- В фильме Александра Герца «Князь Юзеф Понятовский[пол.]» (Польша, Франция, 1918) Понятовского играет Юзеф Венгжин.
- В фильме Отто Рипперта «Графиня Валевская[нем.]» (Германия, 1920) роль Понятовского играет актёр Леопольд фон Ледебур[нем.]
- В фильме Анджея Вайды «Пепел» (Польша, 1965) роль Понятовского играет актёр Станислав Зайчик
- В фильме «Марыся и Наполеон» (Польша, 1969) роль Понятовского исполняет актёр Здзислав Маклякевич
- В его честь названы улицы, мост, парки в Лодзи[пол.] и Белостоке[пол.] и многое другое.